# 第2装甲擲弾兵師団 (ドイツ連邦陸軍)
第2装甲擲弾兵師団（ドイツ語：2. Panzergrenadierdivision）は、ドイツ連邦陸軍の師団のひとつ。1994年に解散した。師団の部隊は主にヘッセン州とニーダーザクセン州に駐屯していた。

## 歴史

### 第1次・第2次編制
師団は1957年7月1日にカッセルに所在した国境警備隊中部司令部の下で第2猟兵師団として編成された。上級部隊は陸軍第2司令部（のちの第2軍団）で、師団司令部はカッセルに置かれ、第2と第22擲弾兵大隊から成るA2戦闘群、第12と第32擲弾兵大隊から成るB2戦闘群および第2砲兵連隊、直轄部隊は第2通信大隊、第2戦車大隊、第2工兵大隊、第2防空大隊、第2装甲猟兵大隊、第2補給中隊および第4音楽隊で構成された。1957年4月1日には第2装甲擲弾兵師団に改称・改編し、師団司令部をギーセンへ移転している。同年、第42擲弾兵大隊を隷下におさめ、師団は第2軍団から新設される第3軍団に配転となる。これにより師団は軍団ごと北大西洋条約機構に結合される。
1958年には新たに第5工兵大隊が隷下におさまる。さらに、第41と第42および第43装甲擲弾兵大隊から成るC2戦闘群が配属される。1959年には第2次編制が実行され、3個戦闘群はそれぞれ第4装甲擲弾兵旅団、第5装甲擲弾兵旅団、第6装甲旅団に改称・改組し、師団司令部はマールブルクに移転する。

### 第3次編制
1970年10月2日、第3次編制が実行に移され師団は再編成され、第4装甲擲弾兵旅団は第4猟兵旅団に改称される。1974年には師団司令部を再びカッセルに移転し、新たに第34装甲旅団が配属され、1976年に第6装甲旅団は第5装甲師団に配転となる。このころには「ヘッセン師団」や「Zwote」の愛称がつけられる。この頃の陸軍は最盛期にあり現役兵だけで22,000人以上の規模で、NATO加盟ノルウェー軍の兵力よりも多かった。

### 第4次編制
1980年に第4次編制が実行に移され、第4猟兵旅団は第4装甲擲弾兵旅団に改称される。1981年に第34装甲旅団は第6装甲旅団に改編される。師団は以下のようになっていた。
- 第4装甲擲弾兵旅団　在ゲッティンゲン
- 第5装甲擲弾兵旅団　在ホンベルク
- 第6装甲旅団　在ホーフガイスマル
- 第2砲兵連隊　在カッセル
  - 第21砲兵大隊　在シュヴァルムシュタット
  - 第22ロケット砲兵大隊　在シュヴァルムシュタット
  - 第23観測大隊　在シュタットアレンドルフ
- 第2防空連隊　在カッセル
- 第2装甲偵察大隊　在ヘシッシュ・リヒテナウ
- 第2通信大隊　在フルダタール
- 第2工兵大隊　在ハン・ミュンデン
- 第2整備大隊　在カッセル
- 第2補給大隊　在カッセル
- 第2衛生大隊　在マールブルク
- 第21から第25野戦予備大隊（非現役）
- 第26猟兵大隊（非現役）　在ヴォルフハーゲン
- 第27猟兵大隊（非現役）　在フルダタール
- 第28警備大隊　在フランケンベルク・アン・デア・エーダー
- 第2通信大隊　在フランケンベルク・アン・デア・エーダー
- 第2特殊武器防護大隊　在ツヴァイブリュッケン
- 第2航空隊　在フリッツラール
- 第2軍楽隊　在カッセル

冷戦終結後の1994年に師団は解散する。

## 歴代師団長
| 代 | 氏名                                                              | 着任   | 離任   |
| -- | ----------------------------------------------------------------- | ------ | ------ |
| 1  | オットー・シェーファー陸軍少将 Otto Schaefer                      | 1956年 | 1957年 |
| 2  | フリードリヒ・フェルチュ陸軍少将 Friedrich Foertsch               | 1957年 | 1958年 |
| 3  | アルフレート・ツェルベル陸軍少将 de:Alfred Zerbel                 | 1958年 | 1960年 |
| 4  | オットマール・ハンセン陸軍少将 Ottomar Hansen                     | 1960年 | 1961年 |
| 5  | クラウス・ミュラー陸軍少将 Klaus Müller                           | 1961年 | 1964年 |
| 6  | ワーナー・ドリュウズ陸軍少将 Werner Drews                         | 1964年 | 1967年 |
| 7  | エルンスト・フェルバー陸軍少将 de:Ernst Ferber                    | 1967年 | 1969年 |
| 8  | ロルフ・ユルゲンス陸軍少将 Rolf Juergens                          | 1969年 | 1970年 |
| 9  | カール＝ゲロ・フォン・イルゼンマン陸軍少将 Carl-Gero von Ilsemann | 1971年 | 1976年 |
| 10 | フリッツ・フォン・ヴェスターマン陸軍少将 Fritz von Westermann     | 1976年 | 1979年 |
| 11 | ヴェルナー・シェーファー陸軍少将 Werner Schäfer                   | 1979年 | 1981年 |
| 12 | マンフレート・ファンスラウ陸軍少将 Manfred Fanslau                | 1981年 | 1984年 |
| 13 | カール＝ヘルムート・リシェル陸軍少将 Carl-Helmut Lichel           | 1984年 | 1987年 |
| 14 | ハンス・グリルマイアー陸軍少将 Hans Grillmeier                    | 1987年 | 1991年 |
| 15 | ヴォルフガング・エストロフ陸軍少将 Wolfgang Estorf                | 1991年 | 1994年 |